# Childebrando III
Childebrando III, Childebrand in francese, Khildebrand in catalano e Hildebrandus in latino (seconda metà del secolo VIII – 836 circa), fu Conte di Autun.

## Origine
Sia secondo LES FAMILLES NOBLES DU ROYAUME, DU DUCHÉ ET DU COMTÉ DE BOURGOGNE ET DE FRANCHE-COMTÉ : LES COMTES D'AUTUN, che secondo la Histoire du Duché de Bourgogne, du VIIIème au XIVème siècle, Childebrando era figlio di Nibelungo II e di Berta, figlia del Conte di Autun, Teodorico I e di Alda o Aldana, figlia di Carlo Martello e probabilmente di Rotrude di Treviri.

Nibelungo II, ancora secondo la Histoire du Duché de Bourgogne, du VIIIème au XIVème siècle, era nipote di Childebrando I, fratello di Carlo Martello.

## Biografia
Della vita di Childebrando non si hanno molte informazioni.
Secondo LES FAMILLES NOBLES DU ROYAUME, DU DUCHÉ ET DU COMTÉ DE BOURGOGNE ET DE FRANCHE-COMTÉ : LES COMTES D'AUTUN, suo zio Childebrando II, nel 796 era Missus dominicus nella contea di Autun, e Childebrando in quello stesso anno lo sostituì e divenne anche conte di Autun, come conferma anche la Histoire du Duché de Bourgogne, du VIIIème au XIVème siècle, in sostituzione di Teodoen (o Teudoin).
Nell'815, Childebrando venne avvicendato, alla conduzione della contea di Autun dal figlio di Teodoen (o Teudoin), Teodorico II, come viene confermato dal documento n° X del Recueil des chartes de l'abbaye de Saint-Benoît-sur-Loire, datato dicembre 815, in cui Teodorico II viene citato col titolo di conte di Autun (Theodericus comes in Augustiduno civitate).
Nell'ottobre dell'826, il capitula 10 dei Hludowici et Hlotarii capitularia cita una protesta del conte Childebrando (Hildebrandi comitis).
Nell'827, Childebrando fu tra i missi dominici nella penisola iberica (marcam Hispanicam), come confermano sia la Vita Hludowici Imperatoris (Elisachar abbatem et Hildebrandum comitem necnon et Donatum), che il Einhardi Annales (Helisachar presbiterum et abbatum et cum eo Hildebrandum atque Donatum comites).
Non si conosce l'anno esatto della morte di Childebrando, che si presume nell'832, anno in cui, secondo il documento n° VII delle Instrumenta ecclesiae Eduensis della Gallia christiana, in provincias ecclesiasticas distributa, Volume 4 Childebrando (Childebramnus comes), fece una donazione sul letto di morte.

## Matrimonio e discendenza
Childebrando aveva sposato Dunna, di cui non si conoscono gli ascendenti, sia secondo La famille des Nibelungen Les comtes d' Autun au IXe siècle, che secondo LES FAMILLES NOBLES DU ROYAUME, DU DUCHÉ ET DU COMTÉ DE BOURGOGNE ET DE FRANCHE-COMTÉ : LES COMTES D'AUTUN, che a Childebrando diede quattro figli:
- Teodorico (810 circa - 882), ricordato nel testamento del fratello Eccardo[12], conte di Autun[13];
- Eccardo, come conferma nel proprio testamento (documento n° XXV del Recueil des chartes de l'abbaye de Saint-Benoît-sur-Loire, datato gennaio 876[12] (810 circa - 876), conte di Autun[14];
- Bernardo (812 - 872), ricordato nel testamento del fratello Eccardo[12], conte di Autun[15];
- Ada, ricordata nel testamento del fratello Eccardo[12], suora (forse badessa) a Faremoutiers

### Fonti primarie
- (LA)  Monumenta Germanica Historica, Scriptores, tomus primus.
- (LA)  Monumenta Germanica Historica, Scriptores, tomus II.
- (LA)  Monumenta Germanica Historica, Legum, tomus I.
- (LA)  #ES Gallia christiana, in provincias ecclesiasticas distributa, Volume 4.
- (LA)  Recueil des chartes de l'abbaye de Saint-Benoît-sur-Loire.

### Letteratura storiografica
- (FR)  Histoire du Duché de Bourgogne du VIIIème au XIVème siècle.
- (FR)  La famille des Nibelungen Les comtes d'Autun au IXe siècle.